# Décès en mars 1996
Décès
- 1992
- 1993
- 1994
- 1995
- 1996
- 1997
- 1998
- 1999
- 2000

Pour une information complémentaire, voir la page d'aide.

| Date     | Nom                                  | Activités                                                                    | Âge | Source |
| -------- | ------------------------------------ | ---------------------------------------------------------------------------- | --- | ------ |
| 1er mars | Yves Massard                         | acteur français                                                              | 73  |        |
| 1er mars | Virgilio Ferreira                    | écrivain portugais                                                           | 80  |        |
| 1er mars | Luc Balmer                           | chef d’orchestre suisse                                                      | ?   |        |
| 1er mars | William G. Carr                      | éducateur américain                                                          | 85  |        |
| 1er mars | Naomi Yadova Adaskin                 | pianiste canadienne                                                          | ?   |        |
| 2 mars   | Jacobo Majluta Azar (en)             | président de la République dominicaine en 1982.                              | 61  |        |
| 2 mars   | Célestin Delmer                      | footballeur international français                                           | 89  |        |
| 2 mars   | Lyle Talbot                          | acteur américain                                                             | 94  |        |
| 2 mars   | Boris Mojaïev                        | écrivain soviétique                                                          | 72  |        |
| 3 mars   | Léo Malet                            | poète français                                                               | 86  |        |
| 3 mars   | Mario Nicolini                       | Footballeur puis entraîneur italien                                          | 83  |        |
| 3 mars   | André Lecomte                        | journaliste québécois                                                        | 63  |        |
| 3 mars   | Mgr John Crol                        | cardinal américain                                                           | 85  |        |
| 3 mars   | Gabriel Gauthier                     | général français                                                             | 83  |        |
| 3 mars   | Marguerite Duras                     | écrivain français                                                            | 81  |        |
| 3 mars   | Roger Carles                         | éditeur de revues français                                                   | ?   |        |
| 4 mars   | Willi Studel                         | industriel suisse                                                            | ?   |        |
| 5 mars   | Minnie Pearl                         | actrice et humoriste américaine                                              | 84  |        |
| 5 mars   | Abe Lebewohl                         | restaurateur américain                                                       | 64  |        |
| 5 mars   | Ernest Denis                         | homme politique français                                                     | 66  |        |
| 5 mars   | Whit Bissell                         | acteur américain                                                             | 86  |        |
| 5 mars   | Khondaker Mostaq Ahmad               | Premier président du Bangladesh (1975)                                       | 76  |        |
| 6 mars   | Joseph Rabstejnek                    | footballeur français                                                         | 74  |        |
| 6 mars   | Lord Douglas Patrick Thomas Jay (en) | homme politique britannique. Ancien ministre.                                | 88  |        |
| 6 mars   | Jolly Jack Abel                      | dessinateur de BD américain                                                  | 68  |        |
| 7 mars   | Lorenzo Morin                        | psychiatre, écrivain et poète québécois                                      | ?   |        |
| 7 mars   | Marcel Maillot                       | créateur français de colonies de vacances                                    | ?   |        |
| 7 mars   | Jacques Bobet                        | producteur, scénariste, réalisateur et monteur français                      | 77  |        |
| 9 mars   | William E. Warne                     | agronome américain                                                           | ?   |        |
| 9 mars   | Joseph Shaftel                       | producteur américain                                                         | 76  |        |
| 9 mars   | Alberto Pellegrino                   | escrimeur italien.                                                           | ?   |        |
| 9 mars   | Imre Kovács                          | footballeur hongrois                                                         | 74  |        |
| 9 mars   | George Burns                         | acteur américain                                                             | 100 |        |
| 10 mars  | Mgr Alfredo Vicente Scherer          | cardinal brésilien                                                           | 93  |        |
| 10 mars  | Claude Marcy                         | actrice française                                                            | 90  |        |
| 10 mars  | Marc De Jonge                        | acteur français                                                              | 47  |        |
| 10 mars  | William Douglas                      | danseur et chorégraphe canadien                                              | ?   |        |
| 10 mars  | George Burns                         | acteur américain. Oscar en 1975                                              | 100 |        |
| 10 mars  | Josette Bruce                        | auteur français                                                              | ?   |        |
| 11 mars  | Vince Edwards                        | acteur américain                                                             | 69  |        |
| 11 mars  | Elio Filippo Accroca                 | poète italien                                                                | ?   |        |
| 12 mars  | Paul Scherman                        | chef d’orchestre et violoniste canadien                                      | ?   |        |
| 12 mars  | Jacques-Louis Nyst                   | peintre, poète et réalisateur belge                                          | 54  |        |
| 13 mars  | Krzysztof Kieslowski                 | cinéaste polonais                                                            | 54  |        |
| 13 mars  | Lucio Fulci                          | cinéaste italien                                                             | 68  |        |
| 14 mars  | Wang Luobin                          | auteur-compositeur chinois                                                   | 82  |        |
| 14 mars  | Henri-Bernard Vergote                | philosophe française                                                         | ?   |        |
| 14 mars  | Dewi Iorwerth Ellis Bebb             | joueur de rugby à XV gallois                                                 | 48  |        |
| 15 mars  | Olga Rudge                           | compagne d’Ezra Pound                                                        | 101 |        |
| 15 mars  | Maurice Poté                         | organiste française                                                          | 87  |        |
| 15 mars  | Wolfgang Koeppen                     | écrivain allemand                                                            | ?   |        |
| 15 mars  | Ray Steiner Cline (en)               | Analyste en chef de la U.S. Central Intelligence Agency (CIA) de 1962 à 1966 | 77  |        |
| 15 mars  | Cheng Heng                           | homme politique cambodgien                                                   | 80  | (en)   |
| 15 mars  | Marcel Bertaud                       | éducateur québécois                                                          | ?   |        |
| 15 mars  | Gadel Haq Ali Gadel Haq              | juriste coraniste égyptien                                                   | 78  |        |
| 16 mars  | Charlie Barnett                      | acteur américain                                                             | 41  |        |
| 16 mars  | Jean Neuberth                        | peintre français                                                             | 80  |        |
| 16 mars  | Gunther Wallenda                     | funambule américain                                                          | ?   |        |
| 17 mars  | René Clément                         | cinéaste français                                                            | 82  |        |
| 17 mars  | Thomas Ostrom Enders (en)            | diplomate américain                                                          | 64  |        |
| 18 mars  | Odysseus Elytis                      | poète grec. Prix Nobel de littérature en 1979                                | 84  |        |
| 18 mars  | Pauline Cadieux                      | romancière et journaliste québécoise                                         | 89  |        |
| 19 mars  | Alan Ridout                          | compositeur britannique                                                      | 61  | (en)   |
| 19 mars  | Denis Perier Daville                 | journaliste et homme de presse français                                      | 80  |        |
| 19 mars  | Jean Osouf                           | sculpteur français                                                           | 97  |        |
| 19 mars  | Otto Hahn                            | critique d’art français                                                      | 60  |        |
| 20 mars  | Claude Bourdet                       | écrivain et polémiste français                                               | 86  |        |
| 20 mars  | Armand du Chayla                     | ambassadeur français                                                         | ?   |        |
| 21 mars  | Jerry Robitaille                     | chanteur country québécois                                                   | 53  |        |
| 22 mars  | Robert F. Overmyer                   | pilote et astronaute américain                                               | 59  |        |
| 22 mars  | Vaclav Nelhybel (en)                 | chef d’orchestre tchèque                                                     | ?   |        |
| 22 mars  | Don Murray (en)                      | batteur américain. Membre fondateur des Turtles.                             | 50  |        |
| 22 mars  | Enrique Jorda                        | chef d’orchestre américain                                                   | 84  |        |
| 22 mars  | François Fontaine                    | écrivain français, spécialiste de l’histoire antique                         | ?   |        |
| 22 mars  | Francis Eula                         | peintre français                                                             | 75  |        |
| 23 mars  | Jacques Toja                         | acteur français                                                              | 66  |        |
| 23 mars  | Marcel Rudloff                       | politicien et avocat français                                                | 73  |        |
| 23 mars  | Claude Mauriac                       | écrivain et critique français                                                | 81  |        |
| 23 mars  | Robert Bordaz                        | haut fonctionnaire français                                                  | 87  |        |
| 23 mars  | Roderic H. Davison                   | historien américain                                                          | 78  |        |
| 24 mars  | Étienne Hajdu                        | sculpteur français                                                           | ?   |        |
| 24 mars  | Lola Beltran                         | chanteuse mexicaine                                                          | 65  |        |
| 24 mars  | Jean-Claude Piumi                    | footballeur international français                                           | 55  |        |
| 24 mars  | Marvin Albert                        | scénariste et écrivain américain                                             | 72  |        |
| 25 mars  | Mike Roy                             | dessinateur de BD américain                                                  | ?   |        |
| 25 mars  | Mary Lavin                           | écrivain irlandaise                                                          | 84  |        |
| 25 mars  | Charles Homualk                      | peintre et illustrateur de cartes postales français                          | 86  |        |
| 26 mars  | David Packard                        | un des cofondateurs de Hewlett-Packard                                       | 83  |        |
| 26 mars  | Edmund Sixtus Muskie                 | politicien américain, gouverneur du Maine de 1954 à 1959.                    | 81  |        |
| 26 mars  | Joseph Kallinger (en)                | meurtrier américain                                                          | 59  |        |
| 26 mars  | Scott Douglas                        | danseur américain                                                            | 70  |        |
| 27 mars  | Jean-Noël Vuarnet                    | écrivain français                                                            | ?   |        |
| 27 mars  | Shin Kanemaru                        | politicien japonais                                                          | 81  |        |
| 27 mars  | Marie-Paule Collette                 | organiste québécoise                                                         | 90  |        |
| 28 mars  | Mohammed Sidqi Suleiman              | ancien premier ministre égyptien                                             | 77  |        |
| 28 mars  | Jimmy Rowles                         | pianiste et compositeur de jazz américain                                    | ?   |        |
| 28 mars  | Michel Rolant                        | syndicaliste français                                                        | 62  |        |
| 28 mars  | Barbara McLean                       | monteuse américaine                                                          | 92  |        |
| 28 mars  | Edith Margaret Fowke (en)            | collectionneuse et écrivaine canadienne                                      | 82  |        |
| 28 mars  | Henriette Gröll                      | peintre française                                                            | 90  |        |
| 28 mars  | Kem Dibbs                            | acteur américain                                                             | 78  |        |
| 28 mars  | Daniel Chipenda (en)                 | nationaliste angolais                                                        | ?   |        |
| 29 mars  | Bill Goldsworthy                     | joueur américain de hockey sur glace                                         | 51  |        |
| 31 mars  | Greg Rosatti                         | danseur et chorégraphe américain                                             | 43  |        |
| 31 mars  | Jeffrey Lee Pierce                   | chanteur américain du groupe de punk-blues Gun Club.                         | 37  |        |
| 31 mars  | Delia Magana (en)                    | actrice mexicaine                                                            | 90  |        |
| 31 mars  | Bernard Lepetit                      | historien français                                                           | ?   |        |
| 31 mars  | Nino Borsari                         | coureur cycliste italien                                                     | 84  |        |
| 31 mars  | Dario Bellezza                       | poète italien                                                                | ?   |        |
| 31 mars  | Ryoei Saito (en)                     | collectionneur japonais                                                      | 79  |        |